# Света Петка (Вуково)
Вижте пояснителната страница за други значения на Света Петка.
„Света Петка“ е късносредновековна българска църква в село Вуково, община Бобошево, област Кюстендил.
Разположена е на левия бряг на река Струма, в източната махала на селото.
Еднокорабна едноапсидна църква без притвор, с пиластри, образуващи плитка арка на западната фасада, с външни размери 8,10 Х 4,34 м. Сводът е полуцилиндричен. Излизащите на западната фасада анти и издадената апсида на източната стена раздвижват архитектурния обем. Полукръглата апсида е прорязана от малко, тясно прозорче. Градена е от ломени камъни, споени с бял хоросан. Цялата вътрешност е била изписана, а също и западната външна страна. Стенописите в църквата, доста добре и цялостно запазени, се отличават с богата пластична култура и са ценно свидетелство за развитието на късносредновековната религиозна живопис в България и на Балканите. Църквата е построена през XVI в.
Стенописната декорация, както гласи ктиторският надпис върху западната стена на наоса, е изпълнена през 1598 г. със средства на група заможни жители на селището. Декоративната система на стенописите е изградена от традиционни медальони с изображенията на Христос в свода, фризове от медальони с образи на пророци и светци, сцени и прави фигури на светители под аркада. Сред образите на светителите и мъчениците се намира едно от най-ранните изображения на свети Сава Сръбски (значително предшестващо късните му изображения от Възраждането), изображения на свети Силвестър, папа Римски, и на свети Бонифаций, популярни за западнохристиянското изкуство.
В декорацията на църквата се откриват редица детайли, свързани с влиянието на италианското изкуство – мустачките на някои от голобрадите войници, лица в профил в „Предателството на Юда“, рицарското знаменце върху копието на центуриона Лонгин от „Разпятието“, конникът в гръб от „Кръстния ход“ и др. С широката си идейна програма, с майсторското изпълнение на стенописите, с приобщеността си към редица достижения на италианското ренесансово изкуство, живописта в „Света Петка“ е сред най-добрите паметници на епохата.
Църквата е архитектурно-строителен паметник на културата (ДВ, бр.77/1968 г.) и художествен паметник на културата с национално значение (ДВ, бр.100/1969 г.).